# Dianne Balestrat

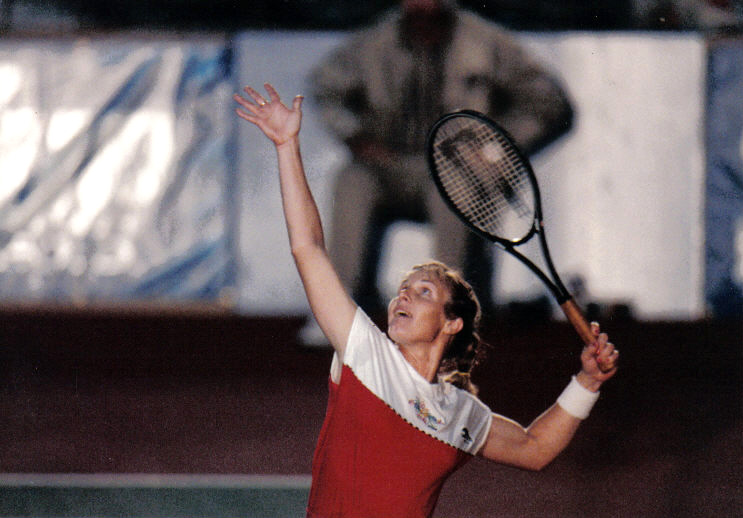
Dianne Fromholtz Balestrat

Dianne Lee Fromholtz Balestrat, född 10 augusti 1956, Albury, Australien, är en australisk vänsterhänt tidigare professionell tennisspelare. Dianne Balestrat blev professionell spelare på Virginia Slims Circuit 1973. Hon rankades bland världens 10 bästa kvinnliga tennisspelare första gången 1976. Hon vann under proffskarriären 17 singel - och 7 dubbeltitlar, varav en  Grand Slam-titel i dubbel. Sin sista turneringsseger noterade hon 1984. Hon vann i prispengar totalt 1,145,377 US-dollar.

## Tenniskarriären
Redan under sitt första år som proffs vann Balestrat 6 singeltitlar, inklusive Australiska hard-courtmästerskapen. År 1977 nådde hon singelfinalen i Australiska öppna som hon förlorade mot landsmaninnan Kerry Reid (5-7, 2-6). I samma turnering vann hon dubbeltiteln tillsammans med Helen Gourlay Cawley. I finalen mötte de paret Kerry Reid/Betsy Nagelsen och segrade med siffrorna 5-7, 6-1, 7-5. I sin sista GS-turnering, Wimbledonmästerskapen 1987, nådde hon kvartsfinalen i singel. Hon förlorade det mötet mot Martina Navratilova (2-6, 1-6).  
Under karriären besegrade hon i olika turneringar bland andra Chris Evert (3 gånger) och Martina Navratilova (4 gånger). Hon har också noterat segrar över Billie Jean King, Evonne Goolagong, Virginia Wade, Sue Barker och Catarina Lindqvist. 
Hon spelade i det australiska Fed Cup-laget 1974-83. Hon spelade totalt 44 matcher av vilka hon vann 33.  

## Spelaren och personen
Dianne Balestrat, som under sin aktiva tid var 163 cm lång och vägde 54 kg, var som tennisspelare känd främst för sitt kraftfulla spel, särskilt på backhandsidan. Hon företog sin första turneringsresa i Europa (1973) tillsammans med sin mor, syster och en vän. Sällskapet kamperade under resan i en stor husvagn (mobile home). Säsongerna 1979-80 tvingades hon till ett längre speluppehåll på grund av en skada hon ådragit sig i en bilolycka. 
Hon gifte sig 1983 med den franske affärsmannen Claude Balestrat. Paret äger en farm i Australien, där de som fritidssyssla rider eller cyklar. Dianne Balestrat själv fortsätter att spela veterantävlingar runt om i världen och har vunnit flera titlar på veterantouren.

## Grand Slam-titlar
- Australiska öppna
  - Dubbel - 1977

## Övriga professionella titlar
- Singel
  - 1984 - Brisbane
  - 1979 - Boston
  - 1978 - Sydney [dec. 4], Sydney [dec. 18]
  - 1977 - Manly Seaside Championships
  - 1976 - Australiska hard-court, Tallahassee
  - 1974 - Skotska öppna, Sacramento, Phoenix, Dallas
  - 1973 - Australiska hard-court, Surrey hard-court, Turkiska öppna, New Zealand öppna, Tasmania, Kent Open.

- Dubbel
  - 1979 - Vienna Open
  - 1976 - Tyska öppna, Tallahassee
  - 1974 - Phoenix, Irish Open, Hoylake.